# Sport Club Belém
Il Sport Club Belém, noto anche semplicemente come Sport Belém, è una società calcistica brasiliana con sede nella città di Belém, capitale dello stato del Pará.

## Storia
Il club è stato fondato il 2 dicembre 1965. Ha partecipato al Campeonato Brasileiro Série B nel 1971, dove è stato eliminato alla prima fase.

## Palmarès

### Competizioni statali
- Campeonato Paraense Segunda Divisão: 1

2008